# IXe législature de la Cinquième République française
La IXe législature de la Cinquième République est un cycle parlementaire qui s'ouvre le 23 juin 1988, à la suite des élections législatives de 1988, et se termine le 1er avril 1993. Il s'agit de la deuxième fois sous la Cinquième République — après la VIIe législature — que l'Assemblée nationale est dirigée par une majorité de gauche. La majorité est relative, mais le groupe socialiste parvient à faire voter les lois avec quelques soutiens ponctuels du groupe communiste, de l'UDC et des Non inscrits.

## Composition de l'exécutif
- Président : François Mitterrand
- Premier ministre : 
  - Michel Rocard : 23 juin 1988 - 15 mai 1991
  - Édith Cresson : 15 mai 1991 - 31 mars 1992
  - Pierre Bérégovoy : 2 avril 1992 - 28 mars 1993

## Composition de l'Assemblée nationale

### Groupes parlementaires

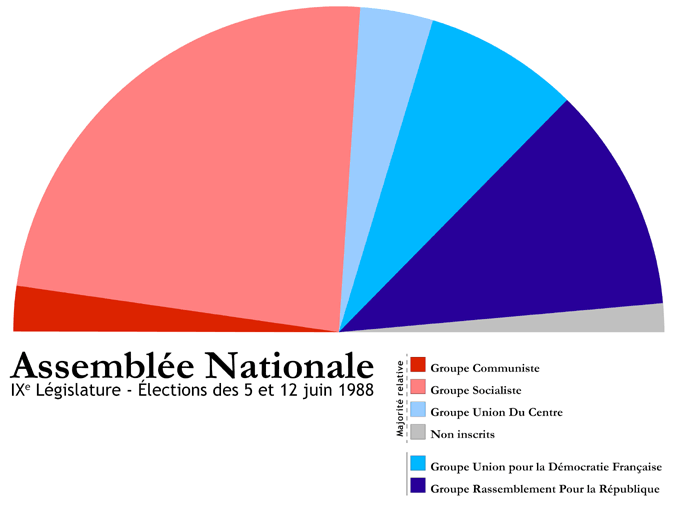
- 2 sièges vacants à la suite de l'annulation des élections dans les première et deuxième circonscriptions de l'Oise,,.
- Le groupe communiste (24 membres + 1 apparenté) a été constitué le 15 juillet 1988, à la suite de l'abaissement par l'Assemblée du seuil de constitution des groupes de 30 à 20 députés.
- La majorité est relative, le groupe socialiste parvenant à faire voter les lois avec quelques soutiens ponctuels du groupe communiste, de l'UDC et des Non inscrits.

| Groupe parlementaire                      | Groupe parlementaire                      | Groupe parlementaire                      | Députés                                   | Députés                                   | Députés      | Président déclaré                                          |
| Groupe parlementaire                      | Groupe parlementaire                      | Groupe parlementaire                      | Membres                                   | Apparentés                                | Total        | Président déclaré                                          |
| ----------------------------------------- | ----------------------------------------- | ----------------------------------------- | ----------------------------------------- | ----------------------------------------- | ------------ | ---------------------------------------------------------- |
|                                           | SOC                                       | Socialiste                                | 258                                       | 17                                        | 275          | Louis Mermaz (1988-1990), Jean Auroux (1990-1993)          |
|                                           | RPR                                       | Rassemblement pour la République          | 127 puis 129                              | 3                                         | 130 puis 132 | Bernard Pons                                               |
|                                           | UDF                                       | Union pour la démocratie française        | 81                                        | 9                                         | 90           | Jean-Claude Gaudin (1988-1989), Charles Millon (1989-1993) |
|                                           | UDC                                       | Union du centre                           | 34                                        | 7                                         | 41           | Pierre Méhaignerie (1988-1991), Jacques Barrot (1991-1993) |
|                                           | COM                                       | Communiste                                | 24                                        | 1                                         | 25           | André Lajoinie                                             |
|                                           |                                           |                                           |                                           |                                           |              |                                                            |
| Total de députés membre de groupes        | Total de députés membre de groupes        | Total de députés membre de groupes        | Total de députés membre de groupes        | Total de députés membre de groupes        | 561          |                                                            |
|                                           | Députés non-inscrits                      | Députés non-inscrits                      | Députés non-inscrits                      | Députés non-inscrits                      | 14           |                                                            |
|                                           |                                           |                                           |                                           |                                           |              |                                                            |
| Total des sièges pourvus                  | Total des sièges pourvus                  | Total des sièges pourvus                  | Total des sièges pourvus                  | Total des sièges pourvus                  | 575          |                                                            |
| Total des sièges vacants et non attribués | Total des sièges vacants et non attribués | Total des sièges vacants et non attribués | Total des sièges vacants et non attribués | Total des sièges vacants et non attribués | 2            |                                                            |

### Présidents de l'Assemblée
- Laurent Fabius (PS, 4e circonscription de la Seine-Maritime) jusqu'au 21 janvier 1992.
- Henri Emmanuelli (PS, 3e circonscription des Landes) à partir du 22 janvier 1992.

## Gouvernements successifs
- Gouvernement Michel Rocard (2)
- Gouvernement Édith Cresson
- Gouvernement Pierre Bérégovoy

## Élections du président de l'Assemblée nationale

### Élection de Laurent Fabius
| Candidat              | Circonscription     | Groupe politique | Groupe politique | Premier tour | Premier tour | Second tour | Second tour |
| Candidat              | Circonscription     | Groupe politique | Groupe politique | Voix         | %            | Voix        | %           |
| --------------------- | ------------------- | ---------------- | ---------------- | ------------ | ------------ | ----------- | ----------- |
| Laurent Fabius        | Seine-Maritime (4e) |                  | SOC              | 276          | 48,59        | 301         | 52,90       |
| Jacques Chaban-Delmas | Gironde (2e)        |                  | RPR              | 263          | 46,30        | 268         | 47,10       |
| Georges Hage          | Nord (16e)          |                  | COM              | 25           | 4,40         | Retrait     | Retrait     |
| Yann Piat             | Var (3e)            |                  | NI               | 4            | 0,70         | Retrait     | Retrait     |
|                       |                     |                  |                  |              |              |             |             |
| Votants               | Votants             | Votants          | Votants          | 573          | 100,00       | 569         | 100,00      |
| Blancs et nuls        | Blancs et nuls      | Blancs et nuls   | Blancs et nuls   | 5            | 0,87         | 0           | 0,00        |
| Exprimés              | Exprimés            | Exprimés         | Exprimés         | 568          | 99,13        | 569         | 100,00      |

### Remplacement de Laurent Fabius par Henri Emmanuelli
| Candidat              | Circonscription | Groupe politique | Groupe politique | Premier tour | Premier tour | Second tour | Second tour |
| Candidat              | Circonscription | Groupe politique | Groupe politique | Voix         | %            | Voix        | %           |
| --------------------- | --------------- | ---------------- | ---------------- | ------------ | ------------ | ----------- | ----------- |
| Henri Emmanuelli      | Landes (3e)     |                  | SOC              | 256          | 47,94        | 289         | 52,93       |
| Jacques Chaban-Delmas | Gironde (2e)    |                  | RPR              | 207          | 38,76        | 225         | 41,21       |
| Huguette Bouchardeau  | Doubs (4e)      |                  | SOC              | 44           | 8,24         | 32          | 5,86        |
| Georges Hage          | Nord (16e)      |                  | COM              | 27           | 5,06         | Retrait     | Retrait     |
|                       |                 |                  |                  |              |              |             |             |
| Votants               | Votants         | Votants          | Votants          | 541          | 100,00       | 550         | 100,00      |
| Blancs et nuls        | Blancs et nuls  | Blancs et nuls   | Blancs et nuls   | 7            | 1,29         | 4           | 0,73        |
| Exprimés              | Exprimés        | Exprimés         | Exprimés         | 534          | 98,71        | 546         | 99,27       |

## Travail parlementaire

### Historique des sessions
Le Parlement se réunit de trois façons différentes : en session ordinaire, en session extraordinaire ou en réunion de plein droit.
Les sessions ordinaires, conformément à l'article 28 de la Constitution, « commence[nt] le premier jour ouvrable d'octobre et pren[nent] fin le dernier jour ouvrable de juin ». Elles sont ainsi autonomes dans leur organisation.
Les sessions extraordinaires sont, quant à elles, réunies sur demande du Premier ministre ou de la majorité des députés. Elles sont convoquées et clôturées par décret du Président de la République, et portent sur un ordre du jour précis. Elles ont généralement lieu en juillet et en septembre.
Les réunions de plein droit se déroulent en dehors des sessions ordinaires ou extraordinaires du Parlement. Elles permettent par exemple la tenue de Congrès à Versailles pour les révisions constitutionnelles ou pour une déclaration du président de la République. À l'instar des sessions extraordinaires, elles sont convoquées par décret du chef de l’État.
La Ire législature a compté douze sessions ordinaires, neuf sessions extraordinaires, soit un total de vingt-et-une sessions différentes.
| Session                | Dates                               | Projet de loi | Faits notables                                                                  |
| ---------------------- | ----------------------------------- | --- | ------------------------------------------------------------------------------- |
| Session ordinaire      | 23 juin 1988 - 30 juin 1988         | |                                                                                 |
| Session ordinaire      | 1er juillet 1988 - 8 juillet 1988   | - Loi relatif à l’administration de la Nouvelle-Calédonie - Loi autorisant l’approbation d’une convention entre le Gouvernement de la République française et le Gouvernement de la République algérienne démocratique et populaire relative aux enfants issus de couples mixtes séparés franco-algériens - Loi portant amnistie |                                                                                 |
| Session ordinaire      | 3 octobre 1988 - 22 décembre 1988   | - Loi relatif au revenu minimum d'insertion - Loi de finances pour 1989 - Loi relatif à la protection sociale et portant dispositions diverses relatives à la collectivité territoriale de Saint-Pierre-et-Miquelon - Loi modifiant diverses dispositions du code électoral et du code des communes relatives aux procédures de vote et au fonctionnement des conseils municipaux - Loi autorisant la ratification de deux protocoles au Traité entre la République française et la République fédérale d’Allemagne - Loi portant diverses mesures d’ordre social - Loi relative à la liberté de communication - Loi relatif à la fonction publique territoriale - Loi de finance rectificative pour 1988 - Loi relative à la protection des personnes dans la recherche biomédicale - Loi relatif à l’adaptation de l’exploitation agricole | - Motion de censure                                                             |
| Session ordinaire      | 3 avril 1989 - 1er juillet 1989     | - Loi portant dispositions diverses en matière d’urbanisme et d’agglomérations nouvelles - Loi modifiant le code de procédure pénale et relatif à la détention provisoire - Loi relatif à diverses dispositions en matière de sécurité routière et en matière de contraventions - Loi relatif à l’accueil par des particuliers, à leur domicile, à titre onéreux, de personnes âgées ou handicapées adultes - Loi tendant à améliorer les rapports locatifs - Loi modifiant le code du travail et relatif à la prévention du licenciement économique et au droit à la conversion - Loi relatif aux conditions de séjour et d’entrée des étrangers en France - Loi relative aux modalités d’application des privatisations - Loi portant amnistie - Loi d’orientation sur l’éducation - Loi relatif à la sécurité et à la transparence du marché financier - Loi portant dispositions relatives à la sécurité sociale et à la formation continue des personnels médicaux hospitaliers - Loi tendant à renforcer la sécurité des aérodromes et du transport aérien | - Motion de censure - Motion de censure                                         |
| Session extraordinaire | 2 juillet 1989 - 4 juillet 1989     | - Loi relatif aux conditions de séjour et d’entrée des étrangers en France - Loi d’orientation sur l’éducation |                                                                                 |
| Session ordinaire      | 2 octobre 1989 - 20 décembre 1989   | - Loi relatif à la protection de la santé de la famille et de l’enfance - Loi de programmation militaire - Loi relative à la limitation des dépenses électorales et à la clarification du financement des activités politiques - Loi portant réforme des dispositions générales du code pénal - Loi favorisant le retour à l’emploi et la lutte contre l’exclusion professionnelle - Loi de finances pour 1990 - Loi relatif à l’exercice de certaines professions judiciaires et juridiques - Loi relatif aux conditions de séjour et d’entrée des étrangers en France - Loi relative à l’adaptation de l’exploitation agricole - Loi autorisant l’approbation d’une convention relative à la conservation de la vie sauvage et du milieu naturel de l’Europe - Loi portant amnistie d’infractions commises à l’occasion d’évènements survenus en Nouvelle-Calédonie - Loi portant adaptation du code des assurances à l’ouverture du marché européen - Loi de finances rectificative pour 1989 - Loi relative à la prévention et au règlement des difficultés liées au surendettement - Loi autorisant le transfert à une société nationale des établissements industriels dépendant du groupe industriel des armements terrestres - Loi portant diverses dispositions relatives au temps de travail, à la garantie des indemnités complémentaires des bénéficiaires des stages d’initiation à la vie professionnelle et à la mise en œuvre du droit à la conversion dans les entreprises en redressement ou en liquidation judiciaire - Loi renforçant les garanties offertes aux personnes assurées contre certains risques - Loi visant à la mise en œuvre du droit au logement - Loi tendant à définir, délimiter et protéger le domaine public maritime naturel - Loi portant diverses dispositions relatives au temps de travail | - Motion de censure - Motion de censure - Motion de censure                     |
| Session extraordinaire | 21 décembre 1989 - 22 décembre 1989 | - Loi relative à la limitation des dépenses électorales et à la clarification du financement des activités politiques | - Motion de censure                                                             |
| Session ordinaire      | 2 avril 1990 - 30 juin 1990         | - Loi portant réforme des procédures civiles d’exécution - Loi relatif au financement de la campagne en vue de l’élection du Président de la République et de celle des députés - Loi instituant la médiation devant les juridictions judiciaires - Loi relative au Conseil supérieur des français de l’étranger - Loi relatif aux droits et obligations de l'État et des départements en matière de formation des personnels enseignants, et portant diverses dispositions relatives à l’éducation nationale - Loi visant à la mise en œuvre du droit au logement - Projet de loi constitutionnelle - Loi relatif au statut et au capital de la Régie nationale des usines Renault - Loi tendant à réprimer tout acte raciste, antisémite ou xénophobe - Loi relatif au crédit-formation, à la qualité et au contrôle de la formation professionnelle continue - Loi relative à l'organisation du service public de la poste et à France Télécom - Loi relatif aux droits et à la protection des personnes hospitalisées en raison de troubles mentaux et à leurs conditions d’hospitalisation - Loi relative au conseiller du salarié - Loi portant réforme des dispositions générales du code pénal - Loi portant création d’un Office français de protection des réfugiés et apatrides - Loi relatif à la révision générale des évaluations des immeubles retenus pour la détermination des bases des impôts directs locaux - Loi favorisant la stabilité de l’emploi par l’adaptation du régime des contrats précaires - Loi autorisant la ratification de la convention relative aux droits de l’enfant - Loi relatif à l’exercice sous forme de sociétés de professions libérales soumises à un statut législatif ou réglementaire ou dont le titre est protégé - Loi portant réforme de certaines professions judiciaires et juridiques - Loi relatif à la protection des personnes contre les discriminations en raison de leur état de santé ou de leur handicap - Loi relatif à la lutte contre le tabagisme et à la lutte contre l’alcoolisme | - Motion de censure                                                             |
| Session extraordinaire | 27 août 1990                        | |                                                                                 |
| Session ordinaire      | 2 octobre 1990 - 21 décembre 1990   | - Loi organisant la concomitance des renouvellements des conseils généraux et des conseils régionaux - Loi relative à l’intéressement et à la participation des salariés aux résultats de l’entreprise et à l’actionnariat des salariés - Loi relative à l’assistant du salarié - Loi relatif à la fonction publique territoriale et portant modification de certains articles du code des communes - Loi sur la règlementation des télécommunications - Loi de finances pour 1991 - Loi organisant la concomitance des renouvellements des conseils généraux - Loi portant statut de la collectivité territoriale de Corse - Loi tendant au développement de l’emploi par la formation dans les entreprises, l’aide à l’insertion sociale et professionnelle et l’aménagement du temps de travail, pour l’application du troisième plan pour l’emploi - Loi relatif à la circulation des véhicules terrestres dans les espaces naturels et portant rectification du code des communes - Loi portant création de l’Agence de l'environnement et de la maîtrise de l'énergie - Loi d’actualisation des dispositions relatives à l’exercice des professions commerciales et artisanales - Loi portant dispositions relatives à la santé publique et aux assurances sociales - Loi relatif à la lutte contre le tabagisme et à la lutte contre l’alcoolisme - Loi relatif à l’exercice de certaines professions judiciaires et juridiques - Loi relatif à l’exercice sous forme de sociétés de professions libérales soumises à un statut législatif ou réglementaire ou dont le titre est protégé - Loi autorisant la ratification du traité portant règlement définitif concernant l’Allemagne | - Motion de censure - Motion de censure                                         |
| Session extraordinaire | 16 janvier 1991                     | | - Déclaration du Gouvernement de Michel Rocard sur la politique au Moyen-Orient |
| Session extraordinaire | 19 mars 1991 - 28 mars 1991         | - Loi portant réforme de la dotation globale de fonctionnement des communes, instituant une solidarité financière entre les communes d’Ile-de-France et modifiant le code des communes - Loi d’orientation relatif à l’administration territoriale de la République |                                                                                 |
| Session ordinaire      | 2 avril 1991 - 29 juin 1991         | - Loi d’orientation relatif à l’administration territoriale de la République - Loi portant statut de la collectivité territoriale de Corse - Loi portant réforme hospitalière - Loi portant réforme de la dotation globale de fonctionnement des communes, instituant une solidarité financière entre les communes d’Ile-de-France et modifiant le code des communes - Loi portant réforme des caisses d’épargne et de prévoyance - Loi portant diverses mesures de soutien au bénévolat dans les associations - Loi renforçant la protection des consommateurs - Loi relatif à l’aide juridique - Loi portant réforme des caisses d’épargne et de prévoyance - Loi portant diverses dispositions relatives à la fonction publique - Loi d'orientation pour la ville - Loi autorisant l’approbation de la convention d’application de l’accord de Schengen - Loi portant diverses mesures d’ordre social - Loi portant diverses dispositions d’ordre économique et financier - Loi portant réforme des dispositions du code pénal relatives à la répression des crimes et délits contre les personnes - Loi portant diverses mesures destinées à favoriser l’accessibilité aux personnes handicapées des locaux d’habitation, des lieux de travail et des installations recevant du public - Loi relative aux recherches sur la gestion des déchets radioactifs |                                                                                 |
| Session ordinaire      | 2 juillet 1991 - 5 juillet 1991     | - Loi portant réforme hospitalière |                                                                                 |
| Session ordinaire      | 2 octobre 1991 - 21 décembre 1991   | - Loi modifiant le code du service national - Loi relatif à l’Agence du médicament et à la régulation des dépenses de médicaments prises en charge par les régimes obligatoires d’assurance maladie - Loi relatif à l’effectif des conseils régionaux et à la répartition des sièges entre les départements - Loi portant réforme des dispositions du code pénal relatives à la répression des crimes et délits contre la nation, l’État et la paix publique - Loi renforçant la lutte contre le travail clandestin et la lutte contre l’organisation de l’entrée et du séjour irréguliers d’étrangers en France - Loi de finances pour 1992 - Loi organique relatif au statut de la magistrature - Loi renforçant la protection des consommateurs - Loi relative aux recherches sur la gestion des déchets radioactifs - Loi relatif à la formation professionnelle et à l’emploi - Loi d’orientation relatif à l’administration territoriale de la République - Loi portant réforme des dispositions du code pénal relatives à la répression des crimes et délits contre les personnes - Loi sur la répartition, la police et la protection des eaux - Loi portant diverses mesures d’ordre social - Loi relative à l’indemnité des membres du Parlement - Loi autorisant la ratification du traité sur les forces armées conventionnelles en Europe - Loi relative à la liberté de communication - Loi relatives aux cotisations sociales agricoles - Loi relatif aux conditions d’exercice des mandats locaux - Loi relatif aux recours en matière de passation de certains contrats et marchés de fournitures et travaux - Loi portant réforme des dispositions du code pénal relatives à la répression des crimes et délits contre les biens - Loi relative aux conditions d’entrée et de séjour des étrangers en France - Loi relatives aux cotisations sociales agricoles et créant un régime de préretraite agricole | - Motion de censure - Motion de censure                                         |
| Session extraordinaire | 8 janvier 1992 - 24 janvier 1992    | - Loi relative aux conditions d’entrée et de séjour des étrangers en France - Loi d’orientation relatif à l’administration territoriale de la République |                                                                                 |
| Session extraordinaire | 7 février 1992 - 11 février 1992    | | - Motion de censure                                                             |
| Session ordinaire      | 2 avril 1992 - 30 juin 1992         | - Loi relatif à la modernisation des entreprises coopératives - Loi portant adaptation au marché unique européen de la législation applicable en matière d’assurance et de crédit - Loi constitutionnelle - Loi modifiant le régime du travail dans les ports maritimes - Loi relative à l'organisation et à la promotion des activités physiques et sportives - Loi portant réforme des dispositions du code pénal relatives à la répression des crimes et délits contre les biens - Loi portant réforme des dispositions du code pénal relatives à la répression des crimes et délits contre la nation, l’État et la paix publique - Loi relatif à l’abolition des frontières fiscales à l’intérieur de la Communauté économique européenne en matière de taxe sur la valeur ajoutée et de droits indirects - Loi relatif aux relations entre les médecins et l’assurance maladie - Loi modifiant le code forestier et portant diverses dispositions en matière de chasse - Loi relative au revenu minimum d’insertion et relatif à la lutte contre le chômage d’exclusion - Loi relatif à l’octroi de mer - Loi relatif à la mise à dispositions des départements des services décentrées du ministère de l’équipement et à la prise en charge des dépenses de ces services - Loi portant diverses dispositions relatives à l’apprentissage, à la formation professionnelle et modifiant le code du travail - Loi relatif à la validation d’acquis professionnels pour la délivrance de diplômes et portant diverses dispositions relatives à l’éducation nationale - Loi organique relative aux lois de finances pour instituer un contrôle du Parlement sur le prélèvement sur les recettes de l’État opéré au profit des Communautés européennes | - Motion de censure                                                             |
| Session extraordinaire | 2 juillet 1992 - 8 juillet 1992     | - Loi portant réforme des dispositions générales du code pénal - Loi portant diverses mesures d’ordre fiscal - Loi relatif à la validation d’acquis professionnels pour la délivrance de diplômes et portant diverses dispositions relatives à l’éducation nationale |                                                                                 |
| Session ordinaire      | 2 octobre 1992 - 20 décembre 1992   | |                                                                                 |
| Session extraordinaire | 21 décembre 1992 - 23 décembre 1992 | |                                                                                 |